# 卡萊爾座堂
卡萊爾座堂（英語： 或 ）是英國的一座英國國教會的座堂，位於英格蘭西北部坎布里亞郡的卡萊爾。教堂始建於1122年，在1133年成為聖公會卡萊爾教區座堂。由於損失了部分建築，卡萊爾大教堂是英格蘭所有古教堂中第二小的（僅大於牛津大教堂）。

## 外部連結
- 官方網站（页面存档备份，存于）